# Стружские вечера поэзии

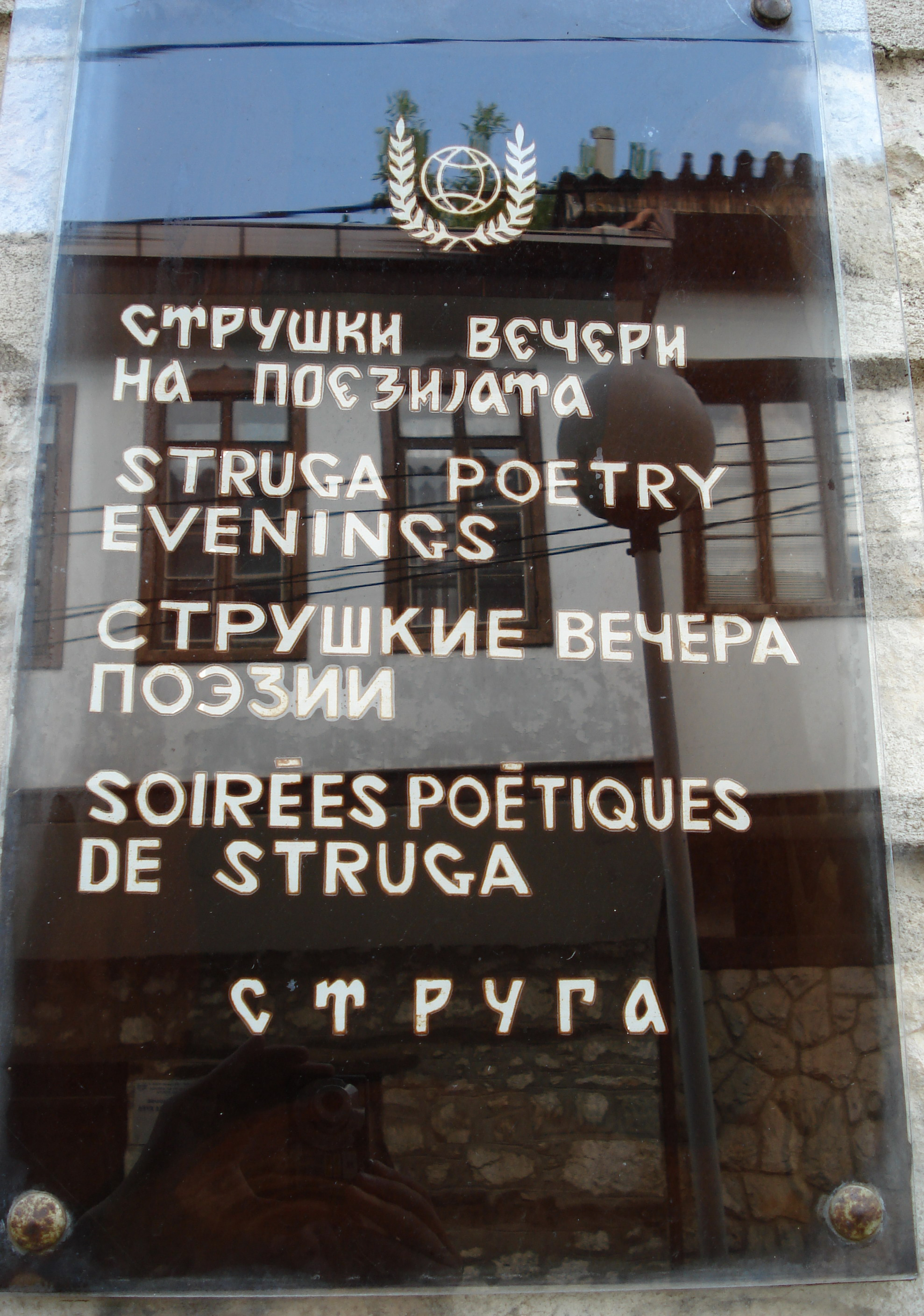

Стружские вечера поэзии (макед. Струшки вечери на поезијата) — международный поэтический фестиваль в городе Струга (Северная Македония), один из крупнейших в Европе.
Учреждён в 1962 году в память о родившемся в Струге основоположнике македонской поэзии Константине Миладинове. В 1966 году преобразован из национального в международный, тогда же учреждена высшая награда фестиваля — премия «Золотой венец» (макед. Златен венец), первым лауреатом которой стал Роберт Рождественский. Среди лауреатов премии были Уистен Хью Оден, Пабло Неруда, Иосиф Бродский, Булат Окуджава, Йегуда Амихай, Махмуд Дарвиш и другие поэты.
В 2004 году к этой премии добавилась вторая — «Стружские мосты» (макед. Мостови на Струга), присуждаемая за лучшую дебютную поэтическую книгу (в 2006 году эту награду получила русская поэтесса Марианна Гейде).
В рамках фестиваля развёрнута широкая издательская программа. Каждый год к фестивалю выпускается антология какой-либо национальной поэзии в переводах на македонский, тематическая антология македонской поэзии в переводах на английский язык, авторские сборники нескольких поэтов из разных стран в македонских переводах. При фестивале существует также Международная библиотека поэзии, в состав которой входят книги поэтов-участников фестиваля, и Международный поэтический архив, включающий рукописи, фотографии и другие материалы.
В 2011 году ЮНЕСКО совместно с правительством Македонии отмечает 50-летие фестиваля.